# Kopperne
|  | Denne artikel er oprettet af botten Steenthbot ud fra en ekstern database. Den kan derfor have sproglige fejl eller mangler. Denne skabelon kan fjernes efter kontrol af indholdet. |

Kopperne er en dansk kortfilm fra 2018 instrueret af Frederik Hagedorn-Poulsen.

## Handling
På køkkenhylden bor Hr. Kop sammen med Hr. Krus og de irriterende cappuccino kopper. Hr. kop er ikke tilfreds med at stå på den hylde, så han begiver sig ud for, at finde et bedre sted. Han ender hos de fine glas, men da han ved et uheld går i stykker, finder han ud af, hvem der virkeligheden er hans rigtige venner.